# Lada-Arena
Lada-Arena (česky Lada Aréna, rusky Ледовый дворец спорта Лада-Арена) je sportovní komplex ve čtvrti Avtozavodsky města Toljatti, domovské aréně hokejového klubu HC Lada Togliatti, který hraje ve Vyšší hokejové lize. Kapacita ledové arény je 6 000 diváků, otevřena byla 9. srpna 2013.
Stadion zaujímá plochu 24 107,9 m² a nachází se na adrese: Botaničeskaja, 5, 445042 Toljatti. Kromě hlavní arény s kapacitou 6000 lidí je součástí paláce tréninková hala s tribunami pro 456 diváků a podzemní a povrchové parkoviště. Lada Arena je majetkem Ministerstva sportu Ruské federace.

## Výstavba
Předchozí sportovní palác Volgar, kde Lada pořádala domácí zápasy, byl po roce 2000 již technicky i kapacitně zastaralý, jeho kapacita je pouze 2 900 lidí. Superliga, později transformovaná na KHL, stanovila minimální kapacitu arén svého turnaje na 5 500 lidí, při nedodržení hrozilo klubu vyloučení z ligy.
Začátkem roku 2007 bylo rozhodnuto o výstavbě nové multifunkční arény, výběrové řízení na stavbu vyhrála skupina firem Volgatransstroj.
V listopadu 2008 bylo oznámeno zahájení stavby. Generálním dodavatelem byla místní stavební společnost OAO Avtozavodstroj.
Zprovoznění arény bylo plánováno na začátek roku 2011. Zároveň však klub začal mít finanční problémy a brzy došlo k „zamrznutí stavby“ . V květnu 2010 byl klub Lada vyloučen z KHL a šel do VHL. Zprovoznění arény bylo označováno za hlavní podmínku pro návrat do KHL.
Později byla stavba obnovena, kapacita se měla zvýšit z 6 000 na 6 122 lidí a náklady vzrostly o půl miliardy rublů na 3,15 miliardy. Poté byly náklady několikrát revidovány s rozpětím až miliardy rublů, v důsledku toho stoupla částka na 2 967 826 tisíc rublů, téměř vše převzato z regionálního rozpočtu.. Otevření ledového paláce plánované na prosinec 2012 bylo několikrát odloženo. Otevření arény proběhlo 9. srpna 2013 v rámci předsezónního Lada Cupu.

## Kritika
Šest měsíců po otevření, 17. ledna 2014, spadlo z obrovského nápisu Lada Arena jedno z písmen, což vyvolalo bouřlivé diskuse o kvalitě výstavby na sociálních sítích . Podle výsledků vyšetřování však byla trhlina uznána jako bezvýznamná a zápasy v novém hokejovém stadionu pokračovaly.